# Открытый чемпионат Беларуси по хоккею с шайбой
Открытый (международный) чемпионат Беларуси (бел. Адкрыты (міжнародны) чэмпіянат Беларусі) — система турниров для команд по хоккею с шайбой, проводимых Федерацией хоккея Беларуси. В структуру чемпионата входит экстралига профессиональных хоккейных команд, высшая лига, в которой играют фарм-клубы команд экстралиги, юниорская лига, а также первенства юношеской лиги в семи возрастных группах.
Ранее помимо белорусских команд в чемпионате участвовали коллективы из Латвии и с Украины, а в юниорских и юношеских первенствах также из Литвы.

## История
В начале 1990-х годов статус команды мастеров имели три белорусские хоккейные команды: минское «Динамо» играло в высшей лиге чемпионата СССР, гродненский «Неман» — в первой лиге и новополоцкий «Химик» — во второй. После распада СССР «Динамо» (в 1993 году переименованное в «Тивали») продолжило выступать в общем для бывших союзных республик чемпионате Межнациональной хоккейной лиги, «Неман» и «Химик» заявились в первую российскую лигу. Параллельно, в непродолжительном турнире, команды разыгрывали звание чемпиона Беларуси.
По окончании сезона 1995/1996 годов МХЛ была расформирована, ранее от участия в российских турнирах были вынуждены отказаться «Химик» и «Неман». Для решения проблемы недостаточного соревновательного уровня хоккейные власти Беларуси, Латвии, Литвы и Украины договорились наряду с национальными чемпионатами проводить совместный турнир, который получил название Восточно-европейская хоккейная лига. По результатам встреч белорусских команд между собой вёлся отдельный зачёт, и таким образом определялся чемпион страны. Кроме турниров для профессиональных клубов в рамках лиги проводились соревнования детских и юношеских команд различных возрастов.
В начале 2000-х годов в Беларуси появились ледовые дворцы и профессиональные хоккейные клубы в Гомеле, Могилёве, Бресте и Витебске. Кроме того, белорусскому хоккею были предоставлены налоговые льготы, которые позволили повысить финансирование этого вида спорта. Число команд в национальном чемпионате выросло, чемпион стал определяться в серии плей-офф. С 2002 года начал проводиться чемпионат в первой лиге и разыгрываться кубок. Необходимость участия в ВЕХЛ у белорусских клубов отпала, и в 2004 году Федерация хоккея Беларуси отказалась от участия в лиге. После роспуска ВЕХЛ украинские и латвийские команды получили возможность выступать в чемпионате Беларуси, который был объявлен открытым.

## Дивизионы

### Экстралига
Экстралига чемпионата Беларуси по хоккею была образована в 2006 году, до этого сильнейший дивизион назывался высшей лигой. В сезоне 2012/2013 годов в Открытом (международном) чемпионате Беларуси в экстралиге принимают участие 10 белорусских команд, и одна латвийская:
- Лида
- Брест
- Витебск
- Гомель
- Металлург (Жлобин)
- Металургс (Лиепая)
- Неман (Гродно)
- Могилёв
- Химик-СКА (Новополоцк)
- Шахтёр (Солигорск)
- Юниор (Минск)

### Высшая лига
Высшая лига чемпионата Беларуси по хоккею была образована в 2002 году, до 2006 года называлась первой лигой. В первенстве выступают фарм-клубы команд экстралиги. В сезоне 2012/2013 годов в чемпионате Беларуси в высшей лиге принимают участие 9 белорусских команд:
- Могилёв-2
- Гомель-2
- Металлург-2 (Жлобин)
- Шахтёр-2 (Солигорск)
- РЦОП «Раубичи»
- Неман-2 (Гродно)
- Химик-СКА-2 (Новополоцк)
- Витебск-2
- Брест-2

### Юниорская лига
В сезоне 2012/2013 годов в первенстве юниорской лиги принимают участие 12 команд из Беларуси, Литвы и с Украины, составленные из юниоров 1995—1996 годов рождения:
| Подгруппа А: - СДЮШОР-5 (Гомель) - СДЮШОР «Юность» (Минск) - ЦОР (Гродно) - СДЮШОР «Химик» (Новополоцк) - ОЦОР (Могилёв) - ДЮСШ ХК «Брест» - ДЮСШ БФСО «Динамо» (Минск) - СДЮШОР «Минск» - ДЮСШ ХК «Витебск» - РЦОР «Раубичи-96» (Раубичи) - «Гяляжинис Вилкас» (Вильнюс, Литва) - «Льдинка» (Киев, Украина) | Подгруппа В: |

### Юношеская лига
В сезоне 2012/2013 годов в рамках юношеской лиги проводятся первенства хоккеистов 1997—2000 годов рождения в четырёх возрастных группах, в которых участвуют 46 команд из Беларуси, Латвии, Польши и Украины.